# Хуршилов, Магомед Абдуллаевич
Магоме́д Абдулла́евич Хурши́лов (август 1905, с. Согратль, Дагестанской области, Российская империя (ныне Гунибского района Дагестана) — 3 марта 1958, Махачкала)
— аварский советский писатель и драматург.
Автор первого дагестанского романа, написанного на русском языке.

## Биография
Потомок знаменитого согратлинского наиба имама Шамиля Нур-Мухаммеда Хурша (Хурш Гаджияв), который вместе с женой Хачурай принимал участие в последней обороне Гуниба в 1859 году. Другой предок писателя участник битвы андаляльцев с Надир шахом в восемнадцатом веке. Отец писателя, Абдулла Хуршилов, был главой шариатского суда Темир-Хан-Шуры (ныне Буйнакск). В 1918 Магомед Хуршилов окончил реальное училище. Позже закончил высшие курсы сельхозкооперации.
Был одним из организаторов колхозов в Буйнакском районе Дагестанской АССР.
Из-за старшего брата, полковника царской армии Багаудина Хурша был под постоянным контролем органов безопасности. Из-за возможных связей со старшим братом, Магомед Хуршилов был арестован вместе с братом-близнецом Ахмедом. Муж их сестры из-за переписки с Багаудином Хуршем был расстрелян. Родство обеих жен Магомеда Хуршилова с находящимися в эмиграции самыми известными политиками (двоюродный брат одной из них, Марьям-хюрри-Джанан-фягат-Азадя Сеид-Гусейновой, внучки шейха Джемалуддина Казикумухского, младший сын имама Шамиля, Мухаммед-Камиль был маршалом турецкой армии, двоюродный брат второй жены генералом (генерал Насибу) в Эфиопии) добавляло проблем в отношения с официальными властями. Из-за попыток непредвзятого изображения истории писатель подвергался давлению со стороны официальной критики. 
Похоронен в Буйнакске.

## Творчество
Печатался с 1927 года. Первые публикации появились на страницах газеты "Дагестанская правда". Писал, в основном, на русском языке.
Автор исторической прозы и пьес, в том числе, «Андалал, или Разгром Надир-шаха» (1944), «Суровые дни» (Кумыкский музыкально-драматический театр, 1954), «Шамиль, или Заложники» (1945). В том же году Дагестанский государственный кумыкский театр поставил его пьесу «Шамиль, или Заложники» о борьбе горцев за независимость под руководством Шамиля.
Повесть «Андаляльцы» (1942, инсценирована автором и поставлена в 1943) рассказывает о героическом сопротивлении народов Дагестана в XVIII веке войску Надир шаха.
Роман «Сулак-свидетель» (1943, перераб. и доп. изд. 1955), часть незавершенной трилогии, изображает жизнь горцев в предреволюционные годы, раскрывает процесс формирования нового мировоззрения, новой морали горцев Дагестана. В произведении затронут узкий временной период, когда в России происходили существенные политические, общественные и экономические перемены в сознании людей. Автор изображает, как судьба одного аула оказалась переплетенной с общественно-политическими событиями всей страны.
В 1955 инсценировка его романа «Сулак-свидетель» была поставлена на сцене Лезгинского драматического театра. Пьесы Магомеда Хуршилова ставились в Аварском, Кумыкском, Лезгинском театрах Дагестана.

## Память
- Имя Магомеда Хуршилова носит одна из улиц Махачкалы.